# セヴンデイズ あなたとすごす七日間
『セヴンデイズ あなたとすごす七日間』（7days with you：the most precious memory in our lives.）は、ゲームブランド・LIFE0より発売された全年齢対象の美少女ゲーム。PCパッケージ版は2017年9月29日に発売された。2018年7月5日にプロトタイプよりPlayStation Vita版が発売され、2024年6月6日にNintendo Switchにも移植された。
制作資金をクラウドファンディングで募り目標額達成により制作が決定した。

## あらすじ

### プロローグ
主人公・神崎修一は悪友からもらった「呪いのBlu-ray」を再生した結果、そのBlu-rayから出てきた女の怨霊にとりつかれる。
幼馴染である西蓮寺紫は除霊を施すも、怨霊の本体である少女の霊だけが残ってしまう。
映像の中で殺された少女と同一人物と思われるその霊は御巫千夜子と名乗り、自らの中に6人の子どもたちの幽霊が憑いていることを明らかにした。
紫によると、霊体が現世にとどまることができるのは49日間、それを7人で割ると、1人当たり7日間しか現世にとどまることができない。

修一は彼女たちに未練なく幸せな最期を迎えられるよう尽力するのであった。

## 登場人物

### メインキャラクター
神崎修一（かんざき しゅういち）
本作の主人公。
御巫千夜子（みかなぎ ちやこ）
声 - 上坂すみれ
本作のメインヒロインで、愛称はちゃこ。呪いのBlu-rayにいた怨霊の本体である17歳の少女の幽霊。右目を失明した関係で目の色が異なっており、修一に巻いてもらった包帯を大切にしている。
忽那サクラ（くつな さくら）
声 - 桐谷蝶々
千夜子に憑いていた霊の一人。神隠しの最初の犠牲者。農業を営む大家族の長女であり、自らを犠牲にして下の子に譲る習慣がある。
月野木コトハ（つきのき ことは）
声 - 荒浪和沙
千夜子に憑いていた霊の一人。神隠しの五人目の犠牲者。
小鳥遊マリ（たかなし まり）
声 - 藤田昌代
千夜子に憑いていた霊の一人。神隠しの二人目の犠牲者。明るく元気な性格だが、母親という存在についてコンプレックスを抱いている。
百目鬼イチル（どうめき いちる）
声 - 清水彩香
千夜子に憑いていた霊の一人。神隠しの三人目の犠牲者。不良に憧れており、乱暴な口調が目立つが、情に厚い。
九十九シズク（つくも しずく）
声 - 戸田めぐみ
千夜子に憑いていた霊の一人。神隠しの六人目の犠牲者。無口な天才児。自分たちが殺された神隠しについておぼろけな知識を持っている。
色摩ネネ（しきま ねね）
声 - 清水愛
千夜子に憑いていた霊の一人。神隠しの四人目の犠牲者。家庭環境がふしだらなうえ本人も早熟であることから10歳という享年にかかわらず男女間の関係に興味を持っており、ことあるごとに千夜子の身体を使って修一にスキンシップを図ろうとする。

### サブキャラクター
西蓮寺紫（さいれんじ むらさき）
声 - 大橋歩夕
修一の幼馴染。
紀伊国屋将（きのくにや まさる）
声 - 浦田わたる
修一の悪友。
神崎みつき（かんざき みつき）
声 - 丸山美紀
修一の母である看護師。小児科に勤務した経験があり、少女の髪を結うのが得意。
神崎秀彦（かんざき ひでひこ）
声 - 髙坂篤志
修一の父。
御巫悟志（みかなぎ さとし）
声 - 前田弘喜
千夜子の父。
御巫次郎（みかなぎ じろう）
声 - 拝真之介
千夜子の祖父。
御巫文子（みかなぎ あやこ）
声 - 町山芹菜
千夜子の祖母。
忽那詩織（くつな しおり）
声 - 川崎芽衣子
サクラの母。
忽那菊三（くつな きくぞう）
声 - 杉浦隼永
サクラの弟。
深川（ふかがわ）
声 - 前田弘喜
三越透（みつこし とおる）
声 - 髙坂篤志
柴田（しばた）
声 - 汐谷文康
権田原（ごんだわら）
声 - 前田弘喜

## システム
選択肢は存在するものの、ルートごとの分岐はなく、チャプター形式で物語が進む。

## 開発

### スタッフ
- 企画/制作/シナリオ - とむ少佐（LIFE0）
- 原画 - みこ
- 彩色 - 葉月かなめ / たすく / 風都ふうち
- スチル背景 やまこう / 甘蟹 / 黒須ノカ / studio-outline
- 背景 - NIK / 安野譲
- アイテムイラスト - 仮名ゆたか
- 怨霊化イラスト - 紫貴 玲
- 音楽 - hotaru sounds / igari kenji / 楪 / 楽識
- システム - REN
- オープニングムービー - 立花志穂

## 主題歌
オープニングテーマ「水想花」
作詞 - とむ少佐 / 作曲 - 福山沙織 / 歌 Rita
エンディングテーマ「lost dream」
作詞 - とむ少佐 / 作曲 - のりる / 歌 福山沙織

## 売上
Vita版は2018年7月2日～8日の累計販売数が1,022本である。